# The Ataris
The Ataris es una banda estadounidense de pop punk formada en 1995 en Anderson, Indiana. Actualmente sus integrantes son Kristopher Roe al frente del micrófono y en la guitarra, John Collura en la otra guitarra y en el Piano, Paul Carabello en la percussion, Eric Doucette es el bajista y Shane Chickeles en la batería.
La banda ha sufrido muchos cambios en su formación, Jasin Thomason estuvo en la guitarra entre 1996 y 1997 siendo reemplazado por Patrick Riley que estuvo entre 1998 y 1999 para luego ocupar su lugar Marco Peña entre 1999 y 2001; Mike Davenport estuvo en el bajo entre 1998 y 2005 siendo reemplazado por Sean Hansen entre el 2005 y el 2007 y Chris Knapp fue el baterista de la banda entre 1999 y 2005.
Han publicado 5 discos de estudio, Anywhere But Here en 1997; Blue Skies, Broken Hearts…Next 12 Exits en 1999 y End Is Forever en 2001 con Kung Fu Records el So Long, Astoria del 2003 bajo el sello Columbia Records y su más reciente disco titulado Welcome the Night del 2007 con Sanctuary Records.
La banda es una fanática del Skateboarding así que han contribuido a la creación de varios skateparks en todo Estados Unidos, y también Canadá. En 2008 anunciaron que participarán en el festival Warped Tour del 2008, 2009 y 2010. Ellos son mejor conocidos por la versión de la canción "The boys of summer".

## Historia
Todo comenzó cuando el guitarrista Jasin Thomason y el bajista patrick riley se encontraban patinando en un skatepark, de repente Jasin Thomason se cayó mientras hacía un ollie: Patrick Riley le ayudó a levantarse, cuando este vio que Jasin Thomason que se encontraba desmayado e inconsciente, este le practicó respiración de boca a boca para poder despertarlo. Cuando este despertó le dio las gracias y, desde ese momento, se hicieron grandes amigos.
Ambos tenían gustos iguales, así que Jasin Thomason decidió contarle sobre la idea que tenía de formar una banda de skate punk, y poder ser reconocidos a nivel mundial. Entonces patrick Riley puso manos a la obra, y echó a andar ese proyecto. Lo primero que pensaron es que necesitaban a un baterista; por ello, decidieron reclutar a Mike Devenport, un chico admirador de bandas como Green Day, Blink 182, The Offspring y muchos más, quien no lo pensó dos veces y decidió ser el baterista de The Ataris.

### Álbumes de estudio
| Año  | Álbum                                     | Discográfica      |
| ---- | ----------------------------------------- | ----------------- |
| 1997 | Anywhere but Here                         | Kung Fu Records   |
| 1999 | Blue Skies, Broken Hearts...Next 12 Exits | Kung Fu Records   |
| 2001 | End Is Forever                            | Kung Fu Records   |
| 2003 | So Long, Astoria                          | Columbia Records  |
| 2007 | Welcome the Night                         | Sanctuary Records |
| 2010 | The Graveyard of the Atlantic             | TBA               |

### EP
| Año  | Título                                          | Discográfica     |
| ---- | ----------------------------------------------- | ---------------- |
| 1998 | Look Forward to Failure                         | Fat Wreck Chords |
| 2002 | All You Can Ever Learn Is What You Already Know | Kung Fu Records  |
|      |                                                 |                  |

### Discos en directo
| Año  | Título                          | Discográfica     |
| ---- | ------------------------------- | ---------------- |
| 2002 | Live at the 930 Club 25.11.2002 | Columbia Records |
| 2004 | Live at the Metro               | Columbia Records |
|      |                                 |                  |